# Lista de episódios de The Love Boat: The Next Wave
Abaixo segue uma lista de episódios de The Love Boat: The Next Wave.

## Episódios

### Primeira temporada
| # | Título                           | Exibição Original |
| - | -------------------------------- | ----------------- |
| 1 | Smooth Sailing                   | 1998, 13 de Abril |
| 2 | Remember?                        | 1998, 20 de Abril |
| 3 | I Can't Get No Satisfaction      | 1998, 27 de Abril |
| 4 | How Long Has This Been Going On? | 1998, 4 de Maio   |
| 5 | True Course                      | 1998, 11 de Maio  |
| 6 | Getting to Know You              | 1998, 18 de Maio  |

### Segunda temporada
| #  | Título                                        | Exibição Original     |
| -- | --------------------------------------------- | --------------------- |
| 1  | All Aboard                                    | 1998, 9 de Outubro    |
| 2  | It Takes Two to Tango                         | 1998, 16 de Outubro   |
| 3  | Captains Courageous                           | 1998, 23 de Outubro   |
| 4  | Reunion                                       | 1998, 30 de Outubro   |
| 5  | All That Glitters                             | 1998, 6 de Novembro   |
| 6  | Bermuda Triangle Episode                      | 1998, 13 de Novembro  |
| 7  | Affairs to Remember                           | 1998, 20 de Novembro  |
| 8  | Dust, Lust, Destiny                           | 1998, 18 de Dezembro  |
| 9  | Don't Judge a Book by Its Lover               | 1999, 1 de Janeiro    |
| 10 | Blind Love                                    | 1999, 22 de Janeiro   |
| 11 | Other People's Business                       | 1999, 5 de Fevereiro  |
| 12 | Love Floats: The St. Valentine's Day Massacre | 1999, 12 de Fevereiro |
| 13 | Three Stages of Love                          | 1999, 19 de Fevereiro |
| 14 | Divorce, Downbeat and Distemper               | 1999, 26 de Fevereiro |
| 15 | Such Sweet Dreams                             | 1999, 19 de Março     |
| 16 | Trances of a Lifetime                         | 1999, 30 de Abril     |
| 17 | About Face                                    | 1999, 7 de Maio       |
| 18 | Prom Queen                                    | 1999, 14 de Maio      |
| 19 | Cuba                                          | 1999, 21 de Maio      |